# Wereldkampioenschap schaatsen allround vrouwen 1953
Het veertiende Wereldkampioenschap schaatsen allround voor vrouwen werd op 21 en 22  februari 1953 verreden op de ijsbaan van Lillehammer, Noorwegen.
Er namen zestien deelneemsters uit Noorwegen (4), Finland (1), Zweden (3) en de Sovjet-Unie (8), waaronder vier debutanten, aan deze editie mee.
Ook dit kampioenschap werd verreden over de afstanden 500m, 3000m, 1000m, en 5000m.
De Sovjet-russin en debutante, Chalida Sjtsjegolejeva, werd de nieuwe wereldkampioene voor haar landgenoten Rimma Zjoekova en de kampioene van het WK van 1952 Lidia Selichova.
Drie kampioenschapsrecords werden verbeterd. Op de 3000m en 1000m werden de records van Laila Schou Nilsen, gereden op het WK van 1937, verbeterd, en op de 5000m werd het record van Verné Lesche, gereden op het WK van 1949, verbeterd.

## Afstandsmedailles
| Afstand | Goud ·                 | Zilver ·               | Brons ·         |
| ------- | ---------------------- | ---------------------- | --------------- |
| 500m    | Rimma Zjoekova         | Sofia Kondakova        | Olga Akifjeva   |
| 3000m   | Chalida Sjtsjegolejeva | Rimma Zjoekova         | Eevi Huttunen   |
| 1000m   | Rimma Zjoekova         | Chalida Sjtsjegolejeva | Lidia Selichova |
| 5000m   | Eevi Huttunen          | Chalida Sjtsjegolejeva | Rimma Zjoekova  |

## Klassement
| Rang   | Schaatsster            | Land        | Punten  | 500m      | 3000m       | 1000m       | 5000m        |
| ------ | ---------------------- | ----------- | ------- | --------- | ----------- | ----------- | ------------ |
| Goud   | Chalida Sjtsjegolejeva | Sovjet-Unie | 207,640 | 49,2 (5)  | 5.25,8 (1)  | 1.38,6 (2)  | 9.08,4 (2)   |
| Zilver | Rimma Zjoekova         | Sovjet-Unie | 207,713 | 48,3 (1)  | 5.28,4 (2)  | 1.38,5 (1)  | 9.14,3 (3)   |
| Brons  | Lidia Selichova        | Sovjet-Unie | 209,797 | 48,9 (4)  | 5.31,6 (4)  | 1.38,7 (3)  | 9.22,8 (5)   |
| 4      | Eevi Huttunen          | Finland     | 210,293 | 50,3 (8)  | 5.29,9 (3)  | 1.40,8 (6)  | 9.06,1 (1)   |
| 5      | Olga Akifjeva          | Sovjet-Unie | 210,727 | 48,7 (3)  | 5.35,8 (5)  | 1.40,2 (4)  | 9.19,6 (4)   |
| 6      | Randi Thorvaldsen      | Noorwegen   | 214,277 | 49,6 (7)  | 5.38,2 (6)  | 1.41,5 (8)  | 9.35,6 (8)   |
| 7      | Sofia Kondakova        | Sovjet-Unie | 215,247 | 48,6 (2)  | 5.49,3 (10) | 1.40,4 (5)  | 9.42,3 (10)  |
| 8      | Maria Anikanova        | Sovjet-Unie | 215,523 | 49,5 (6)  | 5.41,0 (7)  | 1.44,4 (9)  | 9.29,9 (7)   |
| 9      | Tatjana Karelina       | Sovjet-Unie | 217,900 | 51,9 (13) | 5.42,0 (8)  | 1.44,8 (10) | 9.26,0 (6)   |
| 10     | Zinaida Krotova        | Sovjet-Unie | 219,067 | 51,7 (12) | 5.45,7 (9)  | 1.44,3 (8)  | 9.36,0 (9)   |
| 11     | Sonja Ackermann        | Noorwegen   | 226,130 | 51,2 (11) | 6.03,6 (12) | 1.46,5 (11) | 10.10,8 (11) |
| 12     | Maj-Britt Almer        | Zweden      | 227,373 | 50,7 (10) | 6.05,3 (13) | 1.48,5 (12) | 10.15,4 (13) |
| 13     | Kari Danielsen         | Noorwegen   | 230,650 | 53,2 (15) | 6.06,6 (14) | 1.50,2 (13) | 10.12,5 (12) |
| 14     | Astri Johannessen      | Noorwegen   | 231,987 | 50,6 (9)  | 6.03,4 (11) | 1.58,3 (16) | 10.16,7 (14) |
| 15     | Ingrid Högberg         | Zweden      | 234,837 | 52,7 (14) | 6.12,4 (15) | 1.50,3 (14) | 10.49,2 (15) |
| 16     | Gunnel Gunlöv          | Zweden      | 241,963 | 53,7 (16) | 6.35,6 (16) | 1.52,7 (15) | 10.59,8 (16) |

* = met val
NC = niet gekwalificeerd
NF = niet gefinisht
NS = niet gestart
DQ = gediskwalificeerd
Vet gezet = kampioenschapsrecord